# Гідростатичний тиск

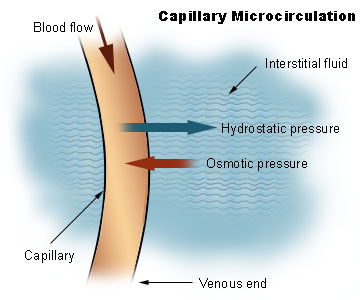

Гідростати́чний тиск (англ. hydrostatic pressure) — тиск рідини в будь-якій точці об’єму цієї рідини. 

## Загальна Характеристика
Тиск у рідині, що перебуває у стані спокою, створений сумою тиску газу на її вільній поверхні та зумовленого силою тяжіння тиску стовпа рідини, розташованого над точкою вимірювання. Гідростатичний тиск залежить від глибини занурення. Вимірюється в одиницях висоти стовпа рідини або в одиницях тиску.
У гідрогеології поняття гідростатичного тиску трактується ширше, як тиск рідини (рухомої або нерухомої) у певній точці водоносної системи. Тобто гідростатичний тиск — загальна величина трьох головних напружень в будь-якій точці гірничого масиву, що перебуває в стані спокою. Високий гідростатичний тиск сприяє обваленню порід покрівлі та підйому підошви виробки, де спостерігаються раптові прориви вод і пливунів.
Гідростатичний тиск має такі властивості:
- Гідростатичний тиск спрямований по внутрішній нормалі до поверхні, на яку він діє.
- Гідростатичний тиск у точці діє однаково за усіма напрямками та може виражатись співвідношенням {\displaystyle p_{x}=p_{y}=p_{z}=p_{n}}.
- Гідростатичний тиск у точці залежить від її координат у просторі й може бути записаний так: {\displaystyle p=f(x,y,z)}.

## Різновиди
Гідростатичний тиск умовний (англ. conventional hydrostatic pressure) — тиск, який створюється стовпом прісної води (густина 1000 кг/м³) висотою від гирла свердловини до розглядуваного пласта. Величину цього тиску використовують звичайно для виявлення відповідності або невідповідності пластового тиску гідростатичному.
Гідростатичний тиск, що діє — різниця між напорами у двох точках потоку рідини.
Гідростатичний тиск пластовий — пластовий тиск у пласті-колекторі, який характерний для інфільтраційних водонапірних систем і створюється в результаті гідростатичного навантаження пластових вод, які переміщуються в сторону регіонального заглиблення пласта, і зростає пропорційно глибині (градієнт тиску близько 0,01 МПа на 1 м глибини).